# Coelossia aciculata
Coelossia aciculata là một loài nhện trong họ Araneidae.
Loài này thuộc chi Coelossia. Coelossia aciculata được Eugène Simon miêu tả năm 1895.